# TV+ (Chile)
TV+ (Corporación de Televisión de la Pontificia Universidad Católica de Valparaíso, ou simplesmente UCV TV) é uma rede de televisão chilena criada em 1957 com sede em Viña del Mar.

## Programas
- UCV TV Noticias
- En Portada
- Toc Show
- EncantaKids
- Esto en noticia
- País Cultural
- Lo peor de mi vida
- Llama y gana
- Bones (FOX 2005-)
- Criminal Minds (CBS 2005-)
- Dois Homens e Meio (CBS 2003-)
- Hawaii Five-0 (CBS 2010-)
- I Dream of Jeannie (NBC 1965-1970)
- A Feiticeira (ABC 1964-1972)